# 青春向前冲
青春向前冲，是2021年中國大陸電視劇，於2016年開始開機拍攝。由袁冰妍、佟夢實、張子文、鄭媛元、聶聞遠、鐘藝、陳思宇等主演。於2021年7月21日在央视八套中午時段播出。

## 剧情简介
唐可兒大學畢業後進入一家知名網購公司上班。總經理霍彬喜歡上她，他和可兒一起完成簽約三個女星，作爲公司產品的形象代言人。在簽約三個女星的過程中，他們歷經磨難，也萌生了愛意。

## 演员列表

### 主要演员
| 演員   | 角色   | 介紹 |
| 袁冰妍 | 唐可兒 | 樂天派熱心腸的海歸唐可兒畢業後應聘成為網購公司MJ的總裁助理                                               |
| 佟夢實 | 霍彬   | MJ總裁霍彬。風流瀟灑、桀驁不馴、卻又身患奇特失憶症                                                       |
| 張子文 | 陸翔   | 高冷男神總裁陸翔，雖然是個腹黑高手，但得知與弟弟同時愛上同一個女孩時，本性善良的他選擇了退出，成全弟弟。 |
| 鄭媛元 | 崔丹菲 | |
| 聶聞遠 | 徐亞摩 | |
| 向鼎   | 吳子奇 | 在其父親控股的直播公司上班，並與公司的女主播產生了感情糾葛                                               |

## 外部衔接
1. 1 2  . 国家广播电影电视总局.   [2021-07-15]. （原始内容存档于2021-07-15） （中文（中国大陆））.